# Federația de Fotbal din Uzbekistan
Federația de Fotbal din Uzbekistan este corpul guvernator principal al fotbalului în Uzbekistan. A fost fondat în 1946 și s-a afiliat la FIFA în 1994. Președintele actual este Mirabror Usmanov.